# Monilaria
Genre
Classification phylogénétique
Monilaria est un genre de plantes de la famille des Aizoaceae.
Monilaria (Schwantes) Schwantes, in Gartenwelt 33: 69 (1929)
Type : Monilaria chrysoleuca (Schlechter) Schwantes (Mesembryanthemum chrysoleucum Schlechter)
Synonymie :
- [ basionyme ] Mitrophyllum subgen. Monilaria Schwantes

## Liste des espèces
- Monilaria brevifolia L.Bolus
- Monilaria chrysoleuca Schwantes
- Monilaria globosa (L.Bolus) L.Bolus
- Monilaria luckhoffii L.Bolus
- Monilaria microstigma L.Bolus
- Monilaria moniliformis (Thunb.) Ihlenf. & S.Jörg.
- Monilaria obconica Ihlenf. & S.Jörg.
- Monilaria peersii L.Bolus
- Monilaria pisiformis Schwantes
- Monilaria polita L.Bolus
- Monilaria primosii L.Bolus
- Monilaria ramulosa (L.Bolus) L.Bolus
- Monilaria salmonea L.Bolus
- Monilaria scutata Schwantes
- Monilaria vestita Schwantes
- Monilaria watermeyeri (L.Bolus) Schwantes